# الحرب الأهلية البوروندية
الحرب الأهلية البوروندية هو نزاع مسلح بدأ في 1993 واستمر حتى 2006. كانت الحرب الأهلية نتيجة لانقسامات عرقية طويلة بين عرقيتي الهوتو والتوتسي في بوروندي. بدء الصراع بعد أول انتخابات متعددة الأحزاب في البلاد منذ الاستقلال عن بلجيكا في 1962، وظهرت بوادر انتهائها بتولي بيير نكورونزيزا السلطة في أغسطس 2005. قدر عدد القتلى بحوالي 300.000 قتيل.

## خلفية
قبل الاستعمار، كان يحكم بوروندي عائلة ملكية من التوتسي مثل جارتها رواندا. وجد البلجيكيون والألمان أنفسهم مرتاحين من خلال بقاء السلطة في أيدي التوتسي على حساب الأغلبية الهوتو. كرس هذا هيمنة التوتسي. ميز البلجيكيون عموما بين شعوب بوروندي ورواندا بالطول: كان التوا قصيرين، الهوتو من متوسط الارتفاع والتوتسي كانوا أطول منهم. كان أولئك الأفراد الذين يمتلكون أكثر من عشرة أبقار عادة يصنفون ضمن التوتسي.
بعد استقلال الكونغو البلجيكية والمستعمرات المحيطة بها في إفريقيا منذ 1960، بدأ المسؤولون البلجيكيون في رواندا-أوروندي التحضير لاستقلال المنطقة. بعد الاستقلال في 1962، رفضت فكرة الاتحاد مع رواندا، فانفصلت بوروندي عنها. على عكس رواندا، اختارت بوروندي الاحتفاظ بنظامها الملكي.
عقدت أول انتخابات وطنية متعددة الأحزاب في 27 يونيو 1993. سبقت هذه الانتخابات 25 سنة من حكم النظام العسكري التوتسي، بدءا بميشال ميكومبيرو، الذي كان قد قام بانقلاب ناجح في 1966 استبدل عبره النظام الملكي بجمهورية رئاسية. خلال فترة رئاسة ميكومبيرو، سيطرت أقلية التوتسي عموما على الحكم. في 1972، نظم حزب العمال البوروندي هجمات منظمة على إثنية التوتسي، وأعلن نيته القضاء على كل العرقية. رد النظام العسكري بارتكاب أعمال انتقامية واسعة النطاق استهدفت الهوتو. لا يعرف لحد الآن العدد الإجمالي للضحايا، ولكن تقديرات الإبادة الجماعية للتوتسي والأعمال الانتقامية من الهوتو تقول أن العدد تتجاوز 100.000 قتيل. غادر أكبر عدد من اللاجئين وطالبي اللجوء البلاد نحو تنزانيا ورواندا.
وقع آخر انقلابات في عام 1987 وصعد ضابط من التوتسي هو بيير بويويا إلى كرسي الرئاسة. حاول هذا الأخير القيام بعدد من الإصلاحات وخفف سيطرة الدولة على وسائل الإعلام وحاول تسهيل الحوار الوطني. بدلا من حلها المشكلة، ساهمت هذه الإصلاحات في تأجيج التوترات العرقية، حيت أعطت شعلة أمل للهوتو بالسيطرة على مقاليد الحكم، ودعامة للتوتسي في تثبيت احتكارهم للسلطة. اندلعت ثورات محلية في وقت لاحق للفلاحين الهوتو ضد العديد من القادة التوتسي في شمال بوروندي؛ قتلت ميليشيات الهوتو المئات من الأسر التي تنتمي للتوتسي في هذه الثورات.

## الحرب
في 21 أكتوبر 1993، اغتيل أول رئيس متنخب ديمقراطيا من الهوتو، ملشيور ندادايي، من قبل المتطرفين التوتسي. نتيجة لذلك الاغتيال، اندلع العنف بين العرقيتين، وقتل ما يقدر بنحو 50.000 إلى 100.000 شخص خلال العام. استنتج تقرير للأمم المتحدة في 1996 حول اغتيال ندادايي وتداعياته أن "أعمال الإبادة الجماعية ضد أقلية التوتسي ارتكبت في بوروندي في أكتوبر 1993. بين التقرير أيضا تورط كبار الشخصيات في الجيش البوروندي الذي يهيمن عليه التوتسي في الاغتيال. في بوروندي، كان المدنيون التوتسي عرضة للقتل الجماعي وأعمال الإبادة الجماعية التي تقوم بها الدولة والميليشيات المسلحة. تلى هذا طويلة حربا أهلية قتل وشرد فيها الهوتو والتوتسي على حد سواء.

### اغتيال نتارياميرا
في 1994، اغتيل خليفة نداداي، سيبريان نتارياميرا في حادث تحطم طائرة مع الرئيس الرواندي جوفينال هابياريمانا. شكل هذا بداية الإبادة الجماعية في رواندا، بينما في بوروندي، هذا القانون ملحوظ بداية الإبادة الجماعية في رواندا، بينما في بوروندي، فاقمت وفاة نتارياميرا العنف والاضطرابات، على الرغم من أن لم يكن هناك عموما مذابح. فاز سلفستر نتيبانتونغانيا بولاية رئاسية مدتها 4 سنوات في 8 أبريل، ولكن اتجه الوضع الأمني إلى مزيد من التفاقم. ساهم تدفق مئات الآلاف من اللاجئين الروانديين وازدياد الأنشطة المسلحة لميليشيات الهوتو والتوتسي في زعزعة استقرار النظام أكثر.
بعد اغتيال نتارياميرا، تقاسمت الحكومة بقيادة الهوتو والقوات المسلحة التي يهيمن عليها التوتسي السلطة السياسية حتى 1996، عندما استبدل الرئيس التوتسي بيير بويويا برئيس من الهوتو في انقلاب عسكري. قتل المتمردون الهوتو حوالي 300 شخص من التوتسي في 20 يوليو 1996،  وقتل جنود الجيش ما لا يقل عن 126 من اللاجئين الهوتو في 5 يناير 1997. في عام 1998، توصل بويويا والمعارضة البرلمانية بقيادة الهوتو إلى اتفاق يتضمن كتابة دستور انتقالي، وأدى بويويا اليمين الدستورية كرئيس مرة أخرى. بدأت محادثات أروشا للسلام في 15 يونيو 1998.
ومع ذلك، استمرت الحرب الأهلية على الرغم من الجهود الدولية لإقامة محادثات سلام. جرت محادثات وقف إطلاق النار في تنزانيا في عام 2000، وتوسط فيها نيلسون مانديلا. تم التوصل إلى اتفاق أُنشأ بموجبه حكومة انتقالية، في حين ستكون الرئاسة ومنصب نائب الرئيس بالتناوب كل 18 شهرا بين الهوتو والتوتسي. في حين أن الحكومة وثلاثة ميليشيات من التوتسي وقعن اتفاق وقف إطلاق النار، رفضت ميليشيات الهوتو المتمردة الرئيسية المشاركة في الاتفاق واستمر القتال. انتهت محادثات أروشا بإحراز بعض التقدم في 30 نوفمبر 2000. قتل 20 من التوتسي وامرأة بريطانية واحدة في 28 ديسمبر 2000، في مذبحة تايتنيك إكسبريس.
في 18 أبريل 2001، فشلت محاولة انقلاب. أنشأت الحكومة الانتقالية في أكتوبر تشرين الأول 2001. اختطف 300 طفل من كلية موسوما في 9 نوفمبر 2001. كانت جماعات الهوتو المتمردة الرئيسية لا تزال ترفض التوقيع على اتفاق وقف إطلاق النار في هذا الوقت، قتل 500 من المتمردين في هجوم خاص بهم ضد الجيش التوتسي في 25 ديسمبر 2001.
وأدى ذلك إلى ارتفاع وتيرة القتال لعدة أشهر. في 9 سبتمبر 2002، وقعت مذبحة إتابا حيث قتل مئات المدنيين العزل.

### رئاسة ندايزيي

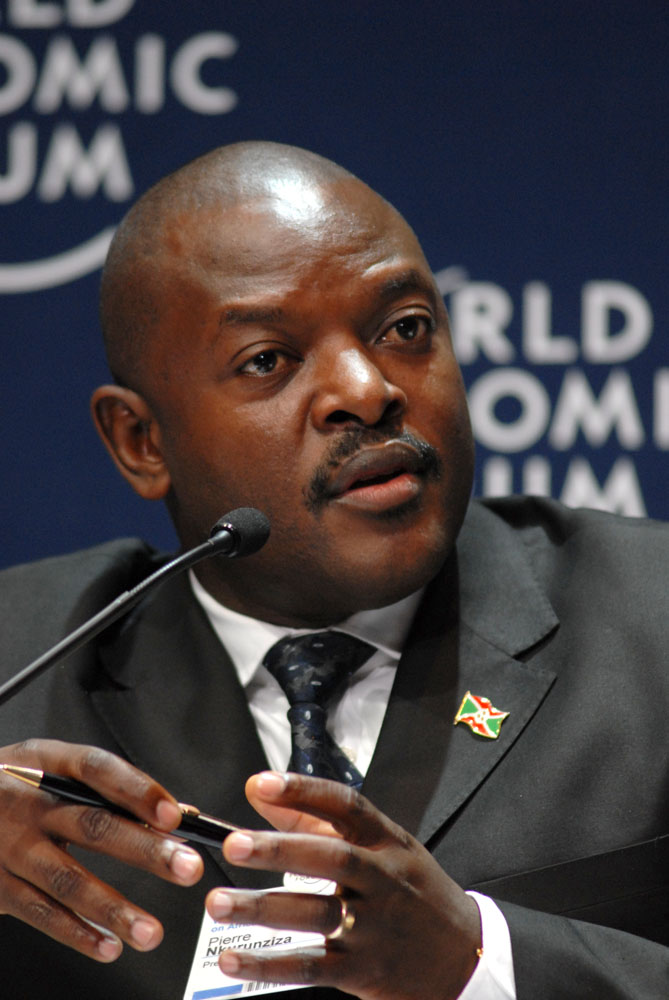
بيير نكورونزيزا، انتخب رئيسا لبوروندي في 2005.

في 9 أبريل 2003، أنشأ مقر بعثة الاتحاد الإفريقي في بوروندي في بوجومبورا تحت قيادة اللواء الجنوب إفريقي شيبو بيندا. في 18 أكتوبر 2003، تشكلت قوة العملية، وتكونت من: 1483 جنوب إفريقي، 820 إثيوبي، و 232 فردا من موزمبيق.
في يوليو 2003، خلف هجوم للمتمردين في بوجومبورا 300 قتيل و 15.000 مشرد. أيضا في يوليو، تولى دوميتيان ندايزيي، وهو من الهوتو، منصب رئيس الحكومة الانتقالية، وتنحى بويويا. جنبا إلى جنب مع جماعة الهوتو المتمردة الرئيسية، المجلس الوطني للدفاع عن الديمقراطية – قوات الدفاع عن الديمقراطية، وقع الرئيس ندايزيي اتفاقا لوقف إطلاق النار في قمة القادة الأفارقة في تنزانيا في نوفمبر 2003. في إطار الاتفاقية، أصبح المجلس الوطني من أجل الدفاع عن الديمقراطية حزبا سياسيا، وتقرر أن يتم استيعاب المقاتلين المتمردين الهوتو في القوات المسلحة، التي كانت في الغالب تتكون من التوتسي. في 29 ديسمبر 2003، قتل رئيس الأساقفة مايكل كورتني، سفير البابوية في البلاد. وقعت مجزرة في عام 2004 عندما أعلنت جماعة متمردة من الهوتو، قوات التحرير الوطنية، مسؤوليتها عن مقتل 160 لاجئ كونغولي من التوتسي في معسكر للأمم المتحدة في غاتومبا بالقرب من الحدود الكونغولية مع بوروندي. أدان الهجوم مجلس الأمن الدولي، الذي أصدر بيانا قال فيه أن "معظم ضحايا المجزرة كانوا من النساء والأطفال والرضع الذين قتلوا بالرصاص وأحرقوا في المعسكر. دعا المجلس مبعوث الأمم المتحدة في بوروندي إلى التحقيق في الحادث مع ممثلة الأمم المتحدة للكونغو، خطوة وظحت توسع تدخل الأمم المتحدة في الحرب الأهلية في بوروندي. بعد بضعة أشهر في ديسمبر، بدأت الأمم المتحدة والقوات الحكومية بنزع سلاح الآلاف من الجنود المتمردين السابقين في بوروندي.

### محادثات السلام

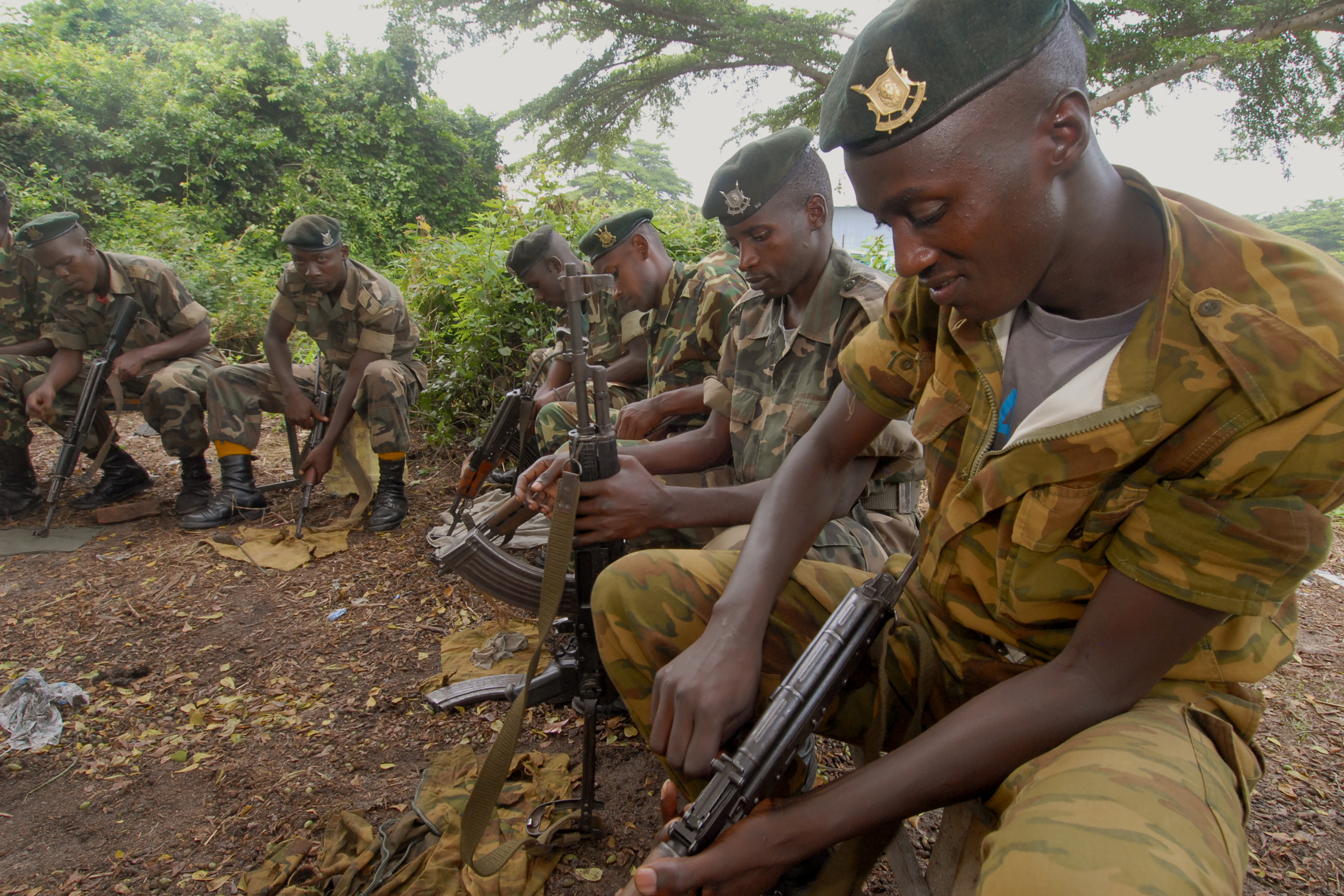
جنود حكوميون بورونديون في 2006، وقت قصير بعد نهاية الحرب.

في عام 2005، حصلت العديد من التطورات التي ساهمت في عملية السلام. وقع الرئيس قانونا في يناير 2005 لبدء تكوين جيش وطني جديد، يتألف من القوات العسكرية التوتسية وكافة جماعات الهوتو المتمردة عدا واحدة. كتب دستور جديد وافق عليه الناخبين في استفتاء لأول مرة يصوت فيه كل البورونديين منذ 1994.
صوت هؤلاء مرة أخرى في يوليو خلال الانتخابات البرلمانية، كان قد تم تأجيلها من نوفمبر 2004، وفي هذا الصدد، قالت حكومة بوروندي واللجنة الانتخابية الوطنية المستقلة أنهما «سهرا على إنجاحها من جميع الجوانب، وإجراءها في جو من السلام والأمن». فاز المجلس الوطني من أجل الدفاع عن الديمقراطية في الانتخابات البرلمانية. بعد عدة أشهر، انتخب بيير نكورونزيزا، وهو من هذا الحزب التابع للهوتو، رئيسا من قبل غرفتي البرلمان الاثنتين التي يهيمن عليها الهوتو.
بعد 12 سنة من الحياة في منتصف الليل تحت قانون حظر التجول، أصبحت بوروندي حرة بعد السماح بالبقاء خارج المنازل في وقت متأخر عندما تم رفع حظر التجول في 15 أبريل 2006، للمرة الأولى منذ 1993، وانتهاء الحرب الأهلية. هذا يعني استقرارا أكثر لبوروندي في شؤونها المدنية والأمنية منذ اغتيال الرئيس المنتمي للهوتو ملشيور ندادايي وبداية الحرب الأهلية.
بدأت بوادر التحسن الشامل للأوضاع الأمنية في بوروندي بعد توقيع آخر الجماعات المتمردة، قوات التحرير الوطنية، على اتفاق لوقف إطلاق النار في تنزانيا، «أنهى 12 سنة من الحرب الأهلية».